# Xiphister atropurpureus
Xiphister atropurpureus is een straalvinnige vissensoort uit de familie van de stekelruggen (Stichaeidae). De wetenschappelijke naam van de soort is voor het eerst geldig gepubliceerd in 1858 door Kittlitz.